# Karl Jech
Karl Jech (4 ottobre 1886 – 19 novembre 1957) è stato un calciatore austriaco, di ruolo centrocampista.

## Carriera

### Nazionale
Esordisce l'8 giugno 1908 a Vienna contro la Nazionale inglese (1-11).

## Palmarès

### Club

#### Competizioni nazionali
- Campionato austriaco: 4

Rapid Vienna: 1911-1912, 1912-1913, 1915-1916, 1916-1917